# Wilhelm Furtwängler

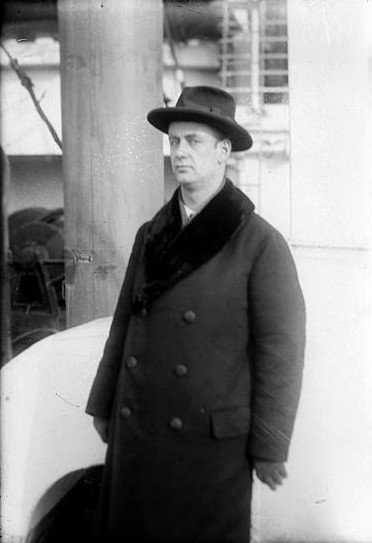
Wilhelm Furtwängler

Wilhelm Furtwängler (n. 25 ianuarie 1886, Schöneberg⁠(d), Regatul Prusiei, Imperiul German – d. 30 noiembrie 1954, Baden-Baden, Republica Federală Germania) a fost un compozitor și dirijor german.
După terminarea liceului a luat lecții particulare de teorie muzicală, compoziție și pian cu Joseph Rheinberger, Max von Schillings și Conrad Ansorge.
După angajamente de relativ scurtă durată la Wrocław, Zürich, München, Strasbourg, Lübeck, este angajat în 1915 ca director al operei din Mannheim, după care pleacă la Viena în 1919 unde este dirijor-șef timp de doi ani al orchestrei "Tonkünstlerorchester".
Urmează o nouă serie de angajamente în diferite orașe germane, după care este numit director al Operei de Stat din Berlin în 1933.
În timpul celui de-al Treilea Reich, datorită reputației sale internaționale, autoritățile germane au încercat să îl folosească în scopuri propagandistice, cu toate că el se vedea ca persoană apolitică. Totuși s-a lăsat numit vicepreședinte al "Reichsmusikkammer", care era direct subordonată Ministerului propagandei a lui Goebbels. Unii susțin că a încercat să-i apere pe evrei (de exemplu, pe prim-violonistul orchestrei, Szymon Goldberg) de persecutarea autorităților. Pe unii opozanți ai regimului amenințati cu arestarea se pare că i-a ascuns chiar în propria locuință.
Dar există și opinii diametral opuse, care îl consideră ca pe un oportunist fără pereche .
Începând cu 1944 a locuit mai mult la Lucerna în Elveția.

## Compoziții

### Compoziții orchestrale
- Sinfonie D-dur: Allegro (1903)
- Sinfonie h-moll: Largo (1908)
- Sinfonie Nr. 1 h-moll (1938–41)
- Sinfonie Nr. 2 e-moll (1944–45)
- Sinfonie Nr. 3 cis-moll (1952–53)
- Ouvertüre Es-dur op. 3 (1899)
- Festlische Ouvertüre F-dur (1904)
- Sinfonisches Konzert für Klavier und Orchester h-moll (1937)

### Muzică de cameră
- Trio für Violine, Cello und Klavier E-dur (1899)
- Quintett für Klavier und Streichquartett C-dur (1932–35)
- Sonate für Violine und Klavier Nr. 1 d-moll (1935)
- Sonate für Violine und Klavier Nr. 2 D-dur (1938–39)

### Piese corale
- Schwindet ihr dunklen Wölbungen für Chor und Orchester (nach Goethes Faust I) (1902)
- Religiöser Hymnus (O du Jungfrau, höchste Herrscherin der Welt) für Chor und Orchester (1903)
- Te Deum für Chor und Orchester (1902–09)